# Sergueï Perounine
Sergueï Alekseïevitch Perounine (en russe : Сергей Алексеевич Перунин), né le 19 juillet 1988 à Volgograd est un nageur russe spécialiste des épreuves de nage libre. 

## Biographie
En 2010, il remporte le titre européen avec ses coéquipiers du relais 4 × 200 m nage libre en battant le record d'Europe[réf. souhaitée].
En août 2012, il se marie avec la nageuse championne olympique Larisa Ilchenko.

## Palmarès

### Championnats du monde

#### Grand bassin
- Championnats du monde 2009 à Rome ( Italie) :
  -  Médaille d'argent du relais 4 × 200 m nage libre[2].

### Championnats d'Europe

#### Grand bassin
- Championnats d'Europe 2010 à Budapest ( Hongrie) :
  -  Médaille d'or du relais 4 × 200 m nage libre.